# Сьнепе
Сьнепе (пол. Śniepie, нім. Schnepien, 1938-45: Schnippen) — село в Польщі, у гміні Елк Елцького повіту Вармінсько-Мазурського воєводства.
Населення — 20 осіб (2011).
У 1975-1998 роках село належало до Сувальського воєводства.

## Демографія
Демографічна структура станом на 31 березня 2011 року:
|          | Загалом | Допрацездатний вік | Працездатний вік | Постпрацездатний вік |
| -------- | ------- | ------------------ | ---------------- | -------------------- |
| Чоловіки | 10      | 2                  | 4                | 4                    |
| Жінки    | 10      | 1                  | 4                | 5                    |
| Разом    | 20      | 3                  | 8                | 9                    |